# Moissei Aaronowitsch Krol

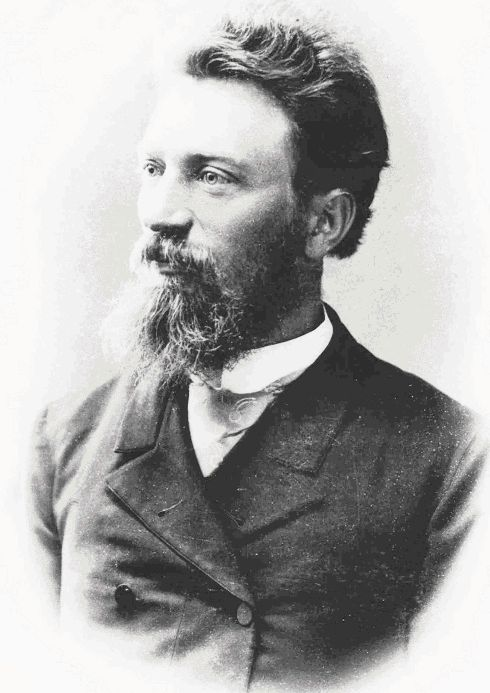
Moissei Aaronowitsch Krol

Moissei Aaronowitsch Krol (russisch Моисей Ааронович Кроль; * 13. Apriljul. / 25. April 1862greg. in Schitomir; † 31. Dezember 1942 in Nizza) war ein russischer Ethnologe, Publizist und Jurist.

## Leben
Krol studierte an der Juristischen Fakultät der Neurussischen Universität in Odessa. Er schloss sich dem Volkswillen an. Im Februar 1887 wurde er wegen Staatsverbrechens verhaftet und Ende 1888 nach Nowoselenginsk bei Gussinoosjorsk in Burjatien verbannt. 1893 siedelte er nach Werchneudinsk über und arbeitete dort im Archiv. Während seines Aufenthaltes in Transbaikalien studierte er das Rechts- und Wirtschaftsleben der Burjaten und schrieb eine Reihe von ethnologischen Aufsätzen, die in den Nachrichten der ost-sibirischen Abteilung der Kaiserlich-Russischen Geographischen Gesellschaft erschienen.
1895 kehrte Krol ins europäische Russland zurück. 1897 nahm er an A. N. Kulomsins Expedition zur Untersuchung des Landbesitzes und der Landbewirtschaftung in  Transbaikalien teil und verfasste die Materialien der Kulomsin-Kommission in 10 Bänden: Formen der Landnutzung in Transbaikalien. Darin beschrieb er die Entwicklung von den primitivsten Methoden bis zu den modernen Methoden und die enge Beziehung zwischen der Landnutzung und der Wirtschaft anhand seiner quantitativen statistischen Auswertungen. Weitere statistische Arbeiten Krols befassten sich mit der Rolle der Eisenbahnen und Wasserstraßen im Güterverkehr der Wolga-Region (St. Petersburg 1902) und dem Handwerk bei den Juden im Westen Russlands (im Sammelwerk mit Materialien zur wirtschaftlichen Lage der Juden in Russland, Band 1). Seine Aufsätze veröffentlichte er in vielen verschiedenen russischen Zeitschriften.
Zu Beginn des 20. Jahrhunderts schloss sich Krol den Sozialrevolutionären an und arbeitete in der jüdischen Nationalbewegung mit. Nach der Februarrevolution 1917 trat er in die Bauernunion ein und wurde Abgeordneter in der Russischen konstituierenden Versammlung. Bei der Gründung der sibirischen Duma am 20. Juli 1917 in Tomsk wurde er als Abgeordneter der  Russischen konstituierenden Versammlung zur Mitarbeit mit Stimmrecht zugelassen. Als nach der Oktoberrevolution im Russischen Bürgerkrieg Admiral Koltschak die Macht in Sibirien ergriff, verließ Krol aus Furcht vor Verhaftung das Land.
1919 ließ Krol sich in Harbin nieder, arbeitete als Rechtsanwalt und beteiligte sich am Literaturleben der Stadt. Er wurde Vorsitzender des Harbiner Gebietskomitees der Sozialrevolutionäre und organisierte mit anderen die Volksuniversität in Harbin, in der er Vorlesungen über Rechtsgeschichte hielt. Mitte Februar 1925 reiste er über Shanghai nach Paris und arbeitete weiter als Rechtsanwalt und Journalist. Er arbeitete bei den Sozialrevolutionären mit sowie im Hilfskomitee für jüdische Flüchtlinge und in der Föderation der jüdischen Gesellschaften in Paris. 1927–1930 war er in der Gesellschaft für jüdische handwerkliche und landwirtschaftliche Arbeit (ORT) aktiv und wurde 1931 Vizevorsitzender des Pariser Büros der ORT. 1928 wurde er Mitherausgeber und führender Mitarbeiter der in New York erscheinenden Zeitschrift Die Zukunft. Ab 1931 hielt er Vorlesungen in der Jüdischen Volksuniversität. Im Februar 1933 beteiligte er sich an der Initiativgruppe für einen russisch-jüdischen Intelligenzverein, der 1937 eine Vereinigung wurde. 1938 trat er mit einem Bericht in der bessarabischen Landsmannschaft hervor. Nach der Besetzung von Paris durch die Wehrmacht 1941 im Zweiten Weltkrieg lebte Krol in Nizza. Die geplante Auswanderung in die USA wurde durch seine Erkrankung verhindert.